# Estación de Goldach
La estación de Goldach es la principal estación ferroviaria de la comuna suiza de Goldach, en el Cantón de San Galo.

## Historia y ubicación
La estación de Goldach fue inaugurada en 1856 con la apertura de la línea San Galo - Rorschach por parte del Sankt Gallisch-Appenzellischen Eisenbahn (S.G.A.E.). La compañía pasaría a ser absorbida por los SBB-CFF-FFS en 1902.
La estación se encuentra ubicada en el sur de la zona centro del núcleo urbano de Goldach. Cuenta con dos andenes laterales a los que acceden dos vías pasantes. Existe un apartadero con dos vías muertas en el oeste de la estación.
En términos ferroviarios, la estación se sitúa en la línea San Galo - Rorschach. Sus dependencias ferroviarias colaterales son la estación de Mörschwil hacia San Galo y la estación de Rorschach Stadt en dirección Rorschach.

## Servicios ferroviarios
Los servicios ferroviarios de esta estación están prestados por SBB-CFF-FFS:

### S-Bahn San Galo
En la estación efectúan parada los trenes de cercanías de dos líneas de la red S-Bahn San Galo:
- S 1 Wil – Gossau – San Galo – Rorschach - St. Margrethen – Altstätten
- S 2 (Wattwil) – Herisau – San Galo – Rorschach - St. Margrethen – Heerbrugg